# Großes Torfmoor, Altes Moor
Großes Torfmoor, Altes Moor este o arie protejată (arie specială de conservare — SAC, sit de importanță comunitară — SCI) din Germania întinsă pe o suprafață de 605,36 ha, integral pe uscat.

## Localizare
Centrul sitului Großes Torfmoor, Altes Moor este situat la coordonatele 52°21′11″N 8°41′36″E / 52.3531°N 8.6933°E.

## Înființare
Situl Großes Torfmoor, Altes Moor a fost declarat sit de importanță comunitară în octombrie 2000.

## Biodiversitate
Situată în ecoregiunea continentală, aria protejată conține 7 habitate naturale: Lacuri și iazuri distrofice naturale, Pajiști umede nord-atlantice cu Erica tetralix, Liziere de ierburi înalte hidrofile de câmpie și de nivel montan până la alpin, Mlaștini oligotrofe degradate, capabile încă de regenerare naturală, Mlaștini turboase de tranziție și turbării mișcătoare, Depresiuni pe substraturi de turbă de Rhynchosporion, Mlaștini împădurite.
La baza desemnării sitului se află o specie protejată de  nevertebrate: libelule (Leucorrhinia pectoralis).
Pe lângă speciile protejate, pe teritoriul sitului au mai fost identificate 17 specii de plante.